# Benvenuto Ronzani
Benvenuto Ronzani (Vicenza, 3 marzo 1911 – ...) è stato un calciatore italiano, di ruolo centrocampista.

## Carriera

### Giocatore
Esordisce nel Vicenza nella stagione 1928-1929, in Seconda Divisione; rimane con la squadra biancorossa anche nel successivo campionato (sempre in Seconda Divisione) e poi per tre annate in Prima Divisione. Nella stagione 1933-1934 e nella stagione 1934-1935 gioca invece in Serie B, sempre nel Vicenza, con cui poi disputa altri due campionati consecutivi in Prima Divisione. Rimane nel Vicenza fino al termine della stagione 1936-1937, collezionando in tutto 18 gol in 109 presenze con i biancorossi. Successivamente passa allo Schio, dove rimane per una sola stagione giocando in Prima Divisione. Nella stagione 1938-1939 gioca invece nel Treviso, che al termine della stagione, chiusa al secondo posto in classifica in Serie C, lo mette in lista di trasferimento. Gioca poi per 2 anni nel Lanerossi Schio, in Serie C.

### Allenatore
Nella stagione 1942-1943 oltre a giocare nell'Arzignano è stato contemporaneamente anche allenatore della squadra veneta, impegnata nel campionato di Serie C.

## Palmarès

### Giocatore

#### Competizioni nazionali
- Prima Divisione: 1

Vicenza: 1932-1933

#### Competizioni regionali
- Seconda Divisione: 1

Vicenza: 1929-1930
- Coppa Veneto: 1

Schio: 1937-1938